# 가루루 소대
가루루 소대(일본어: ガルル小隊)는 만화 케로로 중사에 등장하는 가공의 소대이다. 가루루, 타루루, 푸루루, 조루루, 토로로로 이루어져 있다. 이들이 등장한 배경은 케로로 소대가 지구 침략을 하는 데에 박차를 가하지 않고 있기 때문에 소대원을 제거하고 그들을 대신해 케로로를 중심으로한 새로운 케로로 소대를 만들기 위해 구성되었다.

## 소대원

### 가루루(ガルル中尉)
- 계급 : 중위
- 종류 : 개구리
- 무기 : 스나이퍼 라이풀

성우 : 오오츠카 아키오/정승욱/이호산(어린시절)
가루루 소대의 대장으로, 몸 색깔은 보라색. 뛰어난 전투력을 가지고 있으며, 케론성 최고의 명중률 100%를 자랑하는 스나이퍼를 사용한다. 기로로의 친형으로 기로로가 '형'이라고 부르면 좋아하는 면이 있다. 임무 완료라는 의문의 말을 하고 케로로 2기가 막을 내린다.

#### 청년 가루루
(성우 : 이호산)
청년시절의 가루루. 애니 가루루의 피해 만발 휴가편에 등장한다.

### 타루루(タルル上等兵)
- 계급 : 상병
- 종류 : 올챙이, 케론별에서 개구리가 됨
- 무기 : 타루루 제노사이트 EX, ZX, DX

성우 : 와타나베 아케노/한채언(구 한원자)
몸 색깔은 파란색. 타마마의 제자이자, 후배였던 케론인 꼬마. 하지만 가루루 소대에 오고 나서 타마마보다 계급이 높아졌고 타마마를 부르는 호칭마저 스승에서 선배라고 부른다.

### 푸루루(プルル看護長)
- 계급 : 간호장교
- 종류 : 올챙이
- 무기 : 거대한 주사기

성우 : 유키노 사츠키/김현지
몸 색깔은 분홍색. 가루루 소대에서 유일한 홍일점이며, 가루루 소대에서 간호사를 맡고 있다. 무기는 주사기. 케로로, 제로로(도로로), 기로로와 어릴적 같은 초등학교 소꿉친구로 머리에 작은 돌기가 있다. 케로로가 좋아하는 대상이다.

#### 꼬마 푸루루
(성우 : 유키노 사츠키/김현지)
푸루루 간호장의 어릴적. 통칭 '꼬마 푸루'. 아직 케론군 소속이 아니기 때문에 계급은 없다. '꼬마 케로 케로볼의 비밀'에서 첫 등장.

### 조루루(ゾルル兵長)
- 계급 : 병장
- 종류 : 개구리
- 무기 : 110도 기울어진 칼

성우 : 야오 카즈키/최재호
몸 색깔은 회색. 몸의 반절이 풀메탈로 되어 있는 반 사이보그 케론인으로, 도로로를 항상 찾아다니는 인물이다. 또한 병장도 현 계급이 아닌 옛 케론군이었을 때의 계급이다. 도로로를 싫어하는 까닭은 자신과 싸우다가 몸의 반쪽이 잘라져서 사이보그로 수술이 된 계기이다. 정작 도로로보다 존재감이 없다.

### 토로로(トロロ新兵)
- 계급 : 신병
- 종류 : 올챙이
- 무기 : 컴퓨터해킹

성우 : 야마구치 캇페이/정선혜
몸은 주황색으로 쿨한 성격. 운 좋게 가루루 소대에 들어온 오퍼레이터이자 해커소년이다. 쿠루루와 적이며 가루루 소대의 작전 통신을 맡고 있다. 패스트 푸드를 좋아한다. 그리고 쿠루루가 장난으로만든 해킹 프로그램을 자기가 써서 네트워크를 지배했다.

## 같이 보기
- 케로로 소대
- 다크케로로 소대